# O Sinal e o Ruído
O Sinal e o Ruído (ou O Sinal e o Ruído - Por que Tantas Previsões Falham e Outras não) é um livro de 2012 de Nate Silver que debate sobre a arte de aplicar probabilidade e estatística em circunstâncias reais, descrevendo estudos de caso de beisebol, eleições, mudanças climáticas, crise financeira de 2008, pôquer e previsão do tempo, por exemplo.
O livro recebeu o prêmio científico da Phi Beta Kappa Society de 2013.

## Enredo e proposta
A proposta do livro é deixar o leitor consciente acerca das falhas de modelos que alegam 100% de certeza em seus resultados.
Silver escreve duas categorias de pessoas: o tipo "porco-espinho", que possui total certeza de sua opinião sobre o futuro de acordo com sua intuição; e o tipo "raposa", que analisa o contexto e está ciente do "ruído", tendo consciência da inevitabilidade de alguns dados.

## Lançamento e vendas

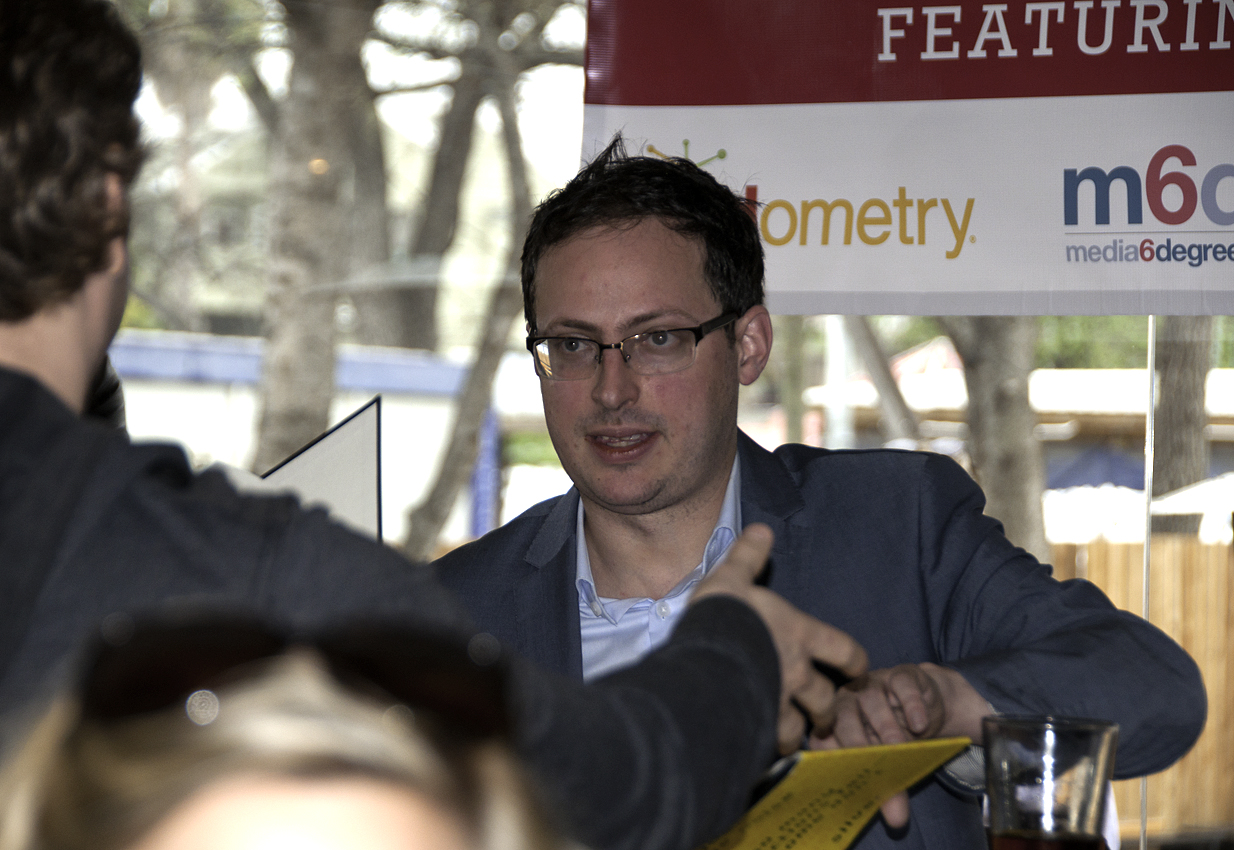
Silver autografando uma cópia de O Sinal e o Ruído no South by Southwest 2013

Publicado em 27 de setembro de 2012 nos Estados Unidos, The Signal and The Noise alcançou a 12ª posição na lista de mais vendidos do New York Times para livros de capa dura de não ficção após sua primeira semana de impressão. A obra permaneceu na lista dos 15 melhores livros nessa categoria nas quinze semanas seguintes, com a classificação semanal mais alta como a de número 4. As vendas do livro dispararam logo após a noite das eleições do dia 6 de novembro, saltando 800% e, dessa forma, se tornando o segundo mais vendido na Amazon.
A edição impressa de O Sinal e o Ruído foi nomeada como o melhor livro de não ficção da Amazon em 2012. Foi nomeado pelo Wall Street Journal como um dos dez melhores livros de não ficção publicados em 2012.  
O livro entrou na lista da CNN Business de 10 livros que todo investidor deveria ler e na da Época Negócios sobre os 25 livros mais importantes sobre negócios.
| País e idioma                               | Data                   | Nome do livro | Referência |
| ------------------------------------------- | ---------------------- | --- | ---------- |
| Estados Unidos , em inglês                  | 27 de setembro de 2012 | The Signal and The Noise: Why So Many Predictions Fail - But Some Don't                                                                                       |            |
| Reino Unido , em inglês                     | Abril de 2013          | The Signal and the Noise: The Art and Science of Prediction                                                                                                   | [ 7 ]      |
| Brasil , em português                       | Abril de 2013          | O sinal e o ruído | [ 8 ]      |
| Alemanha , em alemão                        | Setembro de 2013       | Die Berechnung der Zukunft: Warum die meisten Prognosen falsch sind und manche trotzdem zutreffen                                                             | [ 9 ]      |
| Itália , em italiano                        | Outubro de 2013        | Il segnale e il rumore. Arte e scienza della previsione | [ 10 ]     |
| Pequim, China , em caracteres simplificados | Agosto de 2013         | 信号与噪声: 大数据时代预测的科学与艺术 | [ 11 ]     |
| Taipei, China , em caracteres tradicionais  | 2013                   | 精準預測 : 如何在巨量雜訊中,看出重要的信號? | [ 12 ]     |
| Japão , em japonês                          | Novembro de 2013       | Shigunaru ando noizu : Tensai deta anarisuto no yosokugaku | [ 13 ]     |
| Romênia , em romeno                         | 2013                   | Semnalul și zgomotul: de ce atât de multe predicții dau greș - pe când altele reușesc                                                                         | [ 14 ]     |
| Finlândia , em finlandês                    | 2014                   | Signaali ja kohina | [ 15 ]     |
| Em espanhol                                 | Abril de 2014          | La señal y el ruido: Cómo navegar por la maraña de datos que nos inunda, localizar los que son relevantes y utilizarlos para elaborar predicciones infalibles | [ 16 ]     |
| República Tcheca , em tcheco                | Maio de 2014           | Signál a šum. Většina předpovědí selže. Některé ne | [ 17 ]     |
| Polônia , em polonês                        | 2015                   | Sygnal i szum: Sztuka prognozowania werze technologii | [ 18 ]     |

O Sinal e o Ruído foi publicado pela primeira vez em brochura nos Estados Unidos em 3 de fevereiro de 2015, contendo uma nova introdução.

## Prêmios
A obra venceu Phi Beta Kappa Award for Science em 2013, em reconhecimento a livros de cientistas que foram escritos para esclarecer aspectos da ciência.